# 金海 (清朝)
金海（19世纪？—1911年），清朝末年军官，在辛亥革命时担任杭州驻防旗营正蓝旗前锋校。
辛亥革命爆发后，革命军在杭州吴山架巨炮，遥轰八旗兵营，众议开城驰夺吴山，金海从战，听说要革命军和议和，表示反对，将枪械弃于河中，自缢而死。

## 外部來源
- 《清史稿》卷四百九十六 列传二百八十三 忠义十